# 汝矣島純福音教会
汝矣島純福音教会（汝矣島純福音敎會、여의도순복음교회、ヨイドじゅんふくいんきょうかい）は、キリスト教新教ペンテコステ運動派の牧師、趙鏞基（チョー・ヨンギ）牧師が1958年に大韓民国で創設した教会である。
純福音はフル・ゴスペル (Full Gospel) の訳。ソウル特別市永登浦区の汝矣島に大教会を建設し、2003年現在78万人の信徒を擁する世界最大のメガチャーチとなった。

## 教会創設者
創設者の趙鏞基牧師は1936年2月14日、当時は大日本帝国の統治下にあった朝鮮半島の慶尚南道（現在は大韓民国）に5男4女の長男として生まれる。元は熱心な仏教徒であったが19歳の時肺結核に倒れ、余命3ヶ月と宣告されるもキリストを信じて癒された。その後ソウルの純福音聖書学院（現・韓世大学）に学び、教会を開拓。祈りを強調したミニストリーを展開した。キリスト教史上最大の教会にまで発展させ、神学博士、牧会学博士、文学博士となる。
2014年2月20日、脱税・背任などの罪でソウル中央地裁から懲役3年、執行猶予5年、罰金50億ウォン（約4億7500万円）の判決が下された。2017年5月17日、韓国最高裁の上告棄却により、懲役2年6月、執行猶予4年の控訴審判決が確定した。この事件の内幕を報道した記事によると、裁判長は事件の背景を理解し趙牧師に無罪を主張するように促したが息子の責任を取り、教会を守るためにそれを拒否した。別件の横領事件については、2016年6月30日に、ソウル西部地検刑事2部が不起訴としている。

## 教会の発展

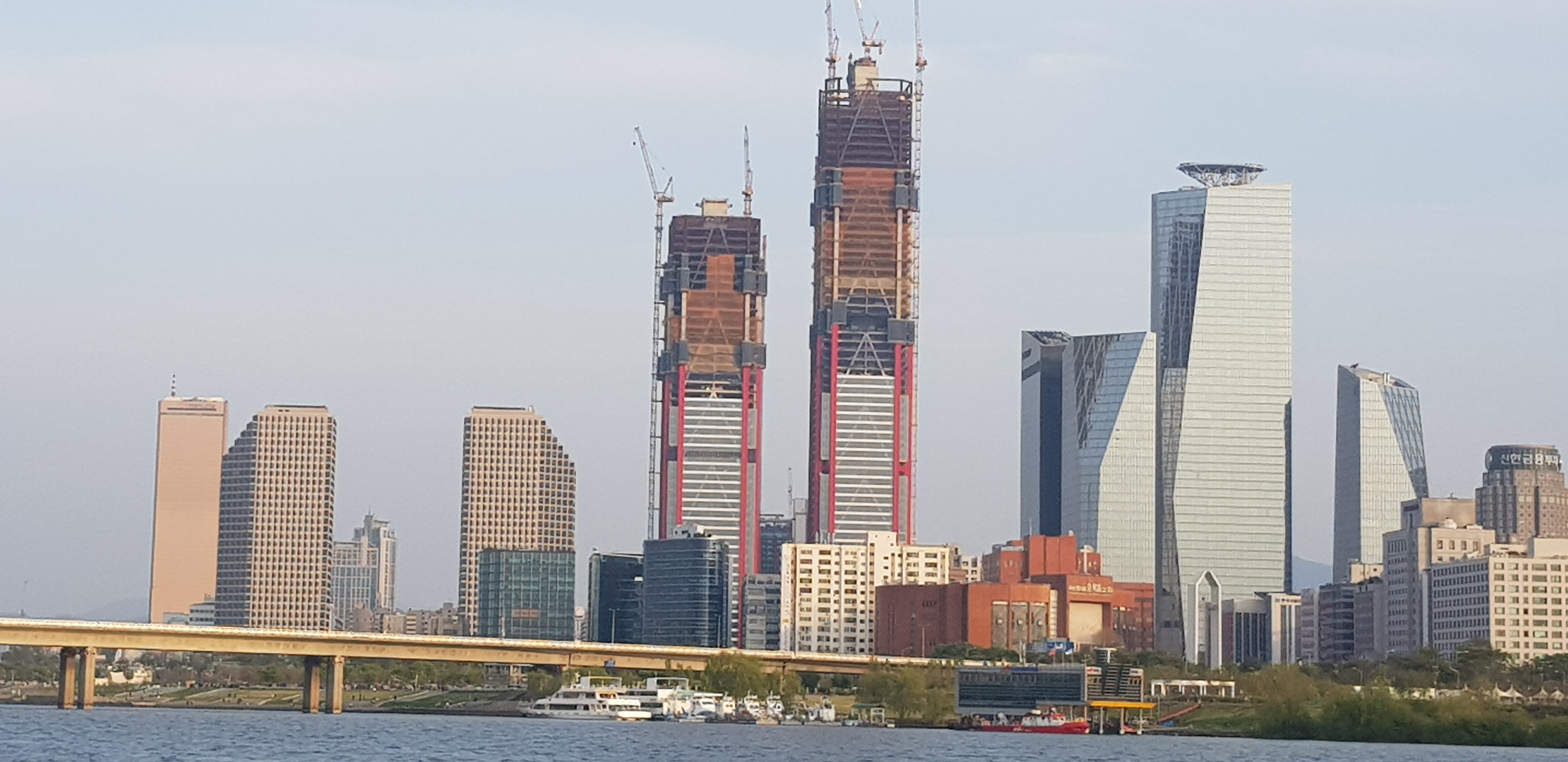
西江大橋と汝矣島
中央下にある赤い建物が汝矣島純福音教会

純福音聖書学院を卒業した趙鏞基伝道師が友人の崔子実(チェ・ジャシル)伝道師と1958年3月15日最初の祈祷集会を開いたのが教会の始まりである。ソウルのチェ・ジャシル宅居間で開かれた祈祷集会の最初の参列者はチェ・ジャシルの3人の子供とたまたま雨宿りにきた老婆だけであった。しかしその後、ふたりの伝道師の熱心な活動によって次第に信者数を増やし、近くに天幕教会を増設するようになる。
1961年には西大門区に最初の教会を建設し、1973年には開発計画があった汝矣島に大会堂を建設するまでになった。漢江の中洲・汝矣島はやがてソウルのマンハッタンと呼ばれる大都心となり、汝矣島純福音教会は韓国のキリスト教の代表的な教会となる。1988年には日刊新聞「国民日報」も創刊した。またアメリカ生まれのペンテコステ運動アッセンブリーズ・オブ・ゴッド教団のなかで汝矣島純福音教会が最大教会となったため、趙牧師は同教団国際組織の議長にも就任した。

## 教会の組織
1964年に出エジプト記18章21～22節に基づいてスタートした区域組織では、教会の中の教会として区域礼拝がささげられる中で成長し、世界の教会成長にも活用されている。1958年にできた幼児部は、1961年に教会が西大門に移転してから教会学校として正式に始まり、1963年に中・高等部を発足している。現在ソウル市内を19の大教区に分け、別に障害者と青年宣教のための教区を設けている。同教会から発展し信徒数は78万を数えたが、地方聖殿の多くを独立させたために現在は登録信徒56万人となっている。国際的に世界最大の教会と認定され、ギネスブックにも登録されている。1973年に設立されたオサンリ・チェジャシル記念断食祈祷院は、6千名収容の大聖殿と12個の付属聖殿、個人祈祷のための214個の祈祷室などがあり、教派を超えて多くの聖徒が訪問し、外国人聖徒も毎年2万名以上が訪問している。1976年には趙牧師が設立した国際教会成長院(Church Growth International、 略称 CGI)は世界宣教にも熱心であり、パラグアイ、ブラジル、ウズベキスタンにそれぞれ3千人以上の信徒がいる。世界伝道の指導者養成機関として韓世大学校（1986年設立）も運営している。毎年教会予算の三分の一を救済と宣教のために用いている。1999年にNGOグッドピープルを創立し、社会福祉団体、朝鮮戦争参戦兵士、ホームレス、大学生などを支援している。クリスマスには、ソウル市と協力して独居老人、貧困層、多文化家族に様々な生活用品を届けるボクシング・デーとキムチプレゼントの行事を開催。2015年にクムチン(夢見る友)障害者福祉センターを開設。海南タンクッマウル(地の果ての村)に孤児を手助けする天使の家とグループホームを運営し、安山多文化センターは多文化家庭を助けている。低出産問題を克服するために出産奨励金を支給し、子ども心臓病患者の心臓手術を支援し、世界失明予防団は海外奥地に住む失明危機にある患者を助けている。

## 教義
趙牧師は神が人間に与える祝福を教理的に5つに分類し、これを「五重の福音（新生、聖霊充満、癒し、生活の祝福、再臨）」として同教会の基本教理としている。五重の福音が人生に適用されたときに、その人に現実となって臨むものが、ヨハネの第3の手紙1:2「愛する者よ。あなたのたましいがいつも恵まれていると同じく、あなたがすべてのことに恵まれ、またすこやかであるようにと、わたしは祈っている」をもととした人間の霊、肉、生活全領域における三拍子の祝福（三重の祝福）と呼んでいる。また、三次元の世界をかたちづくる四次元の世界を認識し用いる要素を「四次元の霊性（考え、信仰、夢、言葉）」と呼んでいる。
「五重の福音と三拍子の祝福」というキーワードに代表される純福音特有の信仰観は、全人的な祝福を重視し、これは朝鮮戦争直後の貧しかった時代、物質的に祝福されるという点を強調し、教会に爆発的な成長をもたらした。趙牧師は、「貧しい村の近所で牧会を始め、貧困と絶望に陥った信徒たちに希望のメッセージを与えることが私の牧会の始まりでした」という趣旨の説教をしている。しばしば希福信仰（ご利益信仰）が問題になるのは事実だが、聖書全体に流れる人間の信仰に対する神の祝福・恵みも無視することはできない。モーセ五書のアブラハムの後に与えられた祝福の約束、列王記などの歴史書と詩篇など文学書に登場するダビデの告白などに支配的に流れる雰囲気は、主の御心と計画に従う人とそうでない人を対照的に描いている。 趙牧師はこれを信仰と聖霊の満たしの結果であるとする。